# Берлявски-Невельсон, Луиза
Луи́за Берля́вски-Не́вельсон (Louise Berliawsky Nevelson, урожд. Лея Исааковна Берлявская; 1899, Переяслав — 1988, Нью-Йорк) — американский скульптор-модернист.

## Биография
Лея Берлявская родилась в Переяславе в семье Исаака (англ. Isaac Berliawsky) и Минны (англ.  Ann Berliawsky) Берлявских. В 1902 году её отец уехал в США и в 1905 году перевёз семью, они поселились в городке Рокленд штата Мэн. Училась в Нью-Йорке, одна из учеников художника Диего Риверы. В 1920 году Лея Берлявская вышла замуж за предпринимателя Чарльза Невельсона. С 1957 года занималась скульптурой, с 1966 года — создаёт первые композиции из стали. С 1979 года — член Американской академии искусств и науки.
Именем Луизы Невельсон названа площадь в Нью-Йорке, на Манхеттене — Площадь Луизы Невельсон (англ. Louise Nevelson Plaza). Она обожала этот город, который рисовался ей гигантской скульптурой, и сумела сделать свою любовь взаимной. Одна из площадей Даунтауна, которую Невельсон оформила своими работами, была названа в её честь — первый случай, когда в нью-йоркской топонимике появилось имя художника.

### Поздняя слава
Нью-Йорк был для Невельсон источником постоянного вдохновения, а порой и объектом портретирования. Как она признавалась: «Если ехать по Вест-Сайд-хайвею в утренние часы или в часы заката, когда в солнечных лучах четко вырисовываются силуэты зданий, то можно увидеть, что многие мои работы являются прямым отражением городского ландшафта».
Пятидесятилетие своей творческой деятельности в Нью-Йорке Луиза Невельсон отметила, подарив городу монументальную группу «Ночное присутствие IV», которая установлена на углу Пятой авеню и 92-й улицы. Её скульптурными композициями оформлен интерьер лютеранского собора Св. Петра на Лексингтон-авеню в Среднем Манхэттене, а во Всемирном торговом центре размещался огромный деревянный барельеф «Небесные врата», напоминавший летящий чёрный корабль (работа погибла вместе со зданием при террористической атаке 11 сентября 2001 года). Работы Луизы Невельсон представлены в собраниях трёх нью-йоркских музеев: MoMA, Музея Гуггенхайма и Музея американского искусства Уитни.
Человек удивительной судьбы, она принадлежала к тем, кого называют self-made man и не только достигла успеха в традиционно мужской профессии, но и стала подлинным новатором, «одним из тех художников, которые изменили наше видение мира», как писал о ней критик «Нью-Йорк таймс» Хилтон Крамер.
Невельсон была одним из создателей ассамбляжа — пространственного коллажа, выработав собственный, неповторимый стиль в этой технике. Её называют «бабушкой» искусства инсталляции и энвайронмента (создание экспозиционных пространственных концепций, организация эстетизированной среды). Она одной из первых стала работать с прозрачными материалами, и её эксперименты по облачению в скульптурную форму «теней и отражений» — ещё один вклад скульптора в мировую художественную культуру.
Слава пришла к ней поздно, когда ей было шестьдесят, но судьба оказалась милостивой: впереди было ещё более четверти века активной творческой жизни. Она отличалась необычайной работоспособностью и буквально излучала энергию почти до самого конца своих дней. «Я не чувствую своего возраста. Если у вас творческая работа, ни возраста, ни времени не существует», — говорила она в одной из телевизионных передач, посвященных её творчеству.
Её экстравагантный внешний облик, который она тоже вылепила сама, привлекал не меньшее внимание публики, чем её работы. Высокая, прямая, аскетического телосложения, она облачалась в длинные, до пола, многослойные наряды, из-под которых виднелись лишь кончики расшитых бисером туфель. Яркие орнаменты тканей, наброшенные на плечи меха, массивные этнические украшения в изобилии, диковинные шляпы или повязанные вокруг коротко остриженной головы платки из набивной ткани — «птица редкого оперения», как называл Невельсон её друг, драматург Эдвард Олби. Ещё один штрих к общей картине — необыкновенно длинные накладные ресницы, которые она надевала по несколько пар сразу и без которых «не чувствовала себя одетой».
Выразительные черты лица и гламурно-эксцентричные одеяния делали её прекрасным объектом для фотосъёмки. Она позировала таким фотографам, как Ричард Аведон и Арнольд Ньюман, создавшим серию её фотопортретов. Интересно, что пристрастие Невельсон к ярким, пестрым цветам в одежде не распространялось на творчество. Её работы зрелых лет всегда монохромны: иногда это белый, изредка золотой, но чаще всего чёрный, который она считала аристократичным и который, по её мнению, вмещал в себя всю цветовую гамму.

### Поиски себя
Предпринимательский талант её отца — Исаака Берлявского — позволил ему быстро преуспеть на строительных контрактах и торговле недвижимостью, и семья жила в полном достатке. Лея Берлявская, ставшая в Америке Луизой, с детства хотела стать художницей и мечтала об учёбе в Нью-Йорке. Оканчивая школу, она начала подрабатывать стенографисткой и познакомилась на работе с приехавшим из Нью-Йорка судовладельцем Чарльзом Невельсоном. Он был на 15 лет старше неё и намного ниже ростом, однако в 1920 году они поженились, и муж увез её в Нью-Йорк.
Город не обманул ожиданий: молодая женщина наслаждалась свободой и открывшимися ей возможностями развития. Она занималась танцами, вокалом, училась в художественных студиях. Родившегося через два года сына помогала растить приехавшая из Рокленда сестра. Чарльз поначалу не препятствовал занятиям жены, но считал их всего лишь развлечением и надеялся, что это вскоре пройдёт. Однако для Луизы Невельсон всё было серьёзно, её одержимость искусством и собственной работой только росла. В 1931 году она отвезла сына к родителям и уехала в Европу учиться авангардному искусству. Брак фактически распался, развод они оформили через 10 лет, но за финансовой поддержкой к мужу Луиза Невельсон больше никогда не обращалась. Позднее она так комментировала свой развод: «Семья моего мужа была крайне рафинирована. В этом кругу было позволительно знать Бетховена, но, упаси вас Бог, быть им».
В 1933 году Невельсон познакомилась с Диего Риверой. Он в то время работал над фресками «Портрет Америки» в Школе новых рабочих в Нью-Йорке (англ. The New Workers’ School) и жил в квартире неподалёку, на 13-й улице. Луиза снимала квартиру в том же доме вместе с подругой-художницей. Для масштабной работы, включавшей 21 фреску на больших мобильных панно, Ривере требовались ассистенты, и он пригласил девушек помогать ему. Отношения между Риверой и Невельсон давали повод для ревности его жене Фриде Кало, но художник и его помощница были более увлечены совместной работой, нежели друг другом.
На следующий год, после отъезда Риверы в Мексику, Невельсон занималась ваянием под руководством известного скульптора-кубиста Хаима Гросса, который преподавал в Новой школе (англ. New School for Social Research). Это был один из университетов города, расположенный в Гринвич-Виллидже. Тогда это был богемный район, где были сконцентрированы все художественные круги, сейчас здесь располагаются резиденции верхушки среднего класса. Позднее в той же Новой школе Невельсон обучалась искусству графики у Уильяма Хейтера, друга Пабло Пикассо и основателя «Ателье, 17». Здесь она познакомилась с такими художниками, как Джексон Поллок, Виллем де Кунинг, Марк Ротко. Она много работала, но её картины и скульптуры из терракоты и дерева в стиле кубизма не покупали, и на жизнь она зарабатывала преподаванием искусства в художественных школах Образовательного альянса в Нижнем Ист-Сайде. У неё были периоды депрессий, когда она подумывала о самоубийстве, но страсть к работе помогла ей выжить.
Когда в 1941 году Невельсон посчитала, что созрела до персональной выставки, она отправилась к Карлу Нирендорфу, владельцу самой престижной в то время галереи Нью-Йорка, где выставлялись художники первой величины, причем исключительно европейские. Ей удалось убедить Нирендорфа прийти взглянуть на её работы, и он сразу поверил в её талант и оказывал ей поддержку до своей смерти в 1947 году. В Галерее Нирендорфа состоялось несколько персональных выставок художницы, которые были хорошо встречены критикой и сделали её заметной фигурой в артистических кругах, однако коммерческого успеха не принесли.

### Зрелый мастер
В 1945 году, незадолго до своей смерти, Исаак Берлявский купил дочери дом в Нью-Йорке — таунхаус с небольшим участком на респектабельной Восточной 30-й улице (англ. East 30th Street). После жизни на съёмных квартирах, которые нужно было делить ещё с кем-то, у Невельсон наконец появилось достаточно просторное жильё, где она смогла обустроить свою мастерскую. Дом быстро стал чем-то вроде артистического клуба, где собирались её друзья-художники, устраивались заседания таких организаций, как Гильдия скульпторов, Федерация современных художников, членом которых она была, по воскресеньям собирался дискуссионный клуб Four O’Clock Forum.
В конце 1950-х годов Луиза Невельсон наконец добилась коммерческого успеха — её работы стали покупать музеи. Она выставлялась тогда в галерее Grand Central Moderns в здании Центрального вокзала (англ. Grand Central Terminal), последний, шестой, этаж которого занимали художественные галереи. Прекрасное здание, построенное в стиле боз-ар, с мраморными лестницами, огромными арочными окнами и звёздным небом на потолке — одна из главных достопримечательностей Нью-Йорка, в этом году оно отметило столетний юбилей.
В 1958 году Невельсон изобрела свой «фирменный» метод ассамбляжа, который позволил ей создавать новые необычные произведения искусства. Она стала наполнять ящики различными деревянными предметами и деталями: это могли быть ножки стульев, рамки для фотографий, бейсбольные биты, сиденья от унитазов, балясины, ручки, просто куски дерева. Ящики и закреплённое в них содержимое она красила в единый цвет, чаще всего чёрный. Затем выстраивала из ящиков стену, устанавливая их бок о бок и один на другой, открытой стороной наружу. Получающиеся сложносочинённые рельефы вызывали ассоциации с резьбой на гробницах индейцев древней Мексики.
Одно из произведений, показанных на первой же выставке подобных работ, — монументальную конструкцию «Небесный собор», состоящую из 116 коробов, приобрёл MoMA. На следующий год музей пригласил её участвовать в выставке «16 американцев». Остальные участники, среди которых были Джаспер Джонс и Роберт Раушенберг, годились Невельсон в сыновья или внуки, но её инсталляция «Свадебный пир» (англ. Dawn’s Wedding Feast) затмила всех и показала, что Луиза Невельсон вошла в число выдающихся художников Америки. Выполненная полностью в белом цвете, эта работа занимала целую комнату, включала в себя четыре стены-капеллы, абстрактные фигуры, изображавшие жениха, невесту, свадебный торт, и символизировавшие гостей колонны.

### Три в одном
В 1958 году Луиза Невельсон переехала с 30-й улицы на Спринг-стрит (англ. 29–31 Spring Street), где она приобрела участок с тремя примыкающими друг к другу строениями: четырёхэтажным жилым домом, пятиэтажным зданием бывшего оздоровительного учреждения и гаражом для грузовых машин. Постройки Невельсон объединила в единое целое, сломав в необходимых местах стены и прорубив двери, в результате получилось многоуровневое пространство из 17 комнат и ещё нескольких кухонных и ванных комнат. Внутри вся эта диковинно организованная структура представляла собой мастерскую, наполненную готовыми работами, полуфабрикатами и строго отсортированным хламом, которому ещё предстояло стать произведением искусства. Мебель, строго рассчитанная по количеству, была по-спартански функциональна: длинные столы для работы, деревянные стулья без обивки, шкафы, наполненные фарфоровой, керамической и стеклянной посудой, которую Луиза Невельсон коллекционировала. Жилых помещений в доме фактически не было, не считая маленькой спальни с выкрашенными в чёрный цвет стенами, где стояли узкая кровать и стол со стулом. Невельсон была погружена в искусство и в прямом, и в переносном смысле, искусство и было её жизнью, и наоборот. Как сказал как-то арт-дилер Арне Глимчер: «Жизнь Невельсон — одно из её величайших произведений искусства». С галереей Глимчера The Pace скульптор сотрудничала с 1963 года до конца своих дней, выставки её новых работ устраивались каждые два года. Галерея процветает и сегодня, занимая лидирующие позиции в арт-бизнесе.
Район, где расположен дом Невельсон, известен как «Маленькая Италия». Здесь было много темных личностей и мафиози, которые её по-своему опекали и в своем кругу называли godmother (крестной матерью). К дверям её дома местные жители нередко приносили разные деревянные обломки, зная, что она их собирает, а однажды подогнали к гаражу целый грузовик обгорелых балок, оставшихся от сгоревшей церкви Св. Марка, расположенной неподалёку. Невельсон была в восторге. Сбор материала для работы был частью её повседневных дел. Почти каждый вечер вместе со своей ассистенткой Дианой Маккоун, с которой они вдвоем жили на Спринг-стрит и которая по совместительству выполняла обязанности водителя, они выезжали на чёрном «форде»-фургоне колесить по Нью-Йорку в поисках подходящего «сырья» для работы.
Маккоун написала книгу о Луизе Невельсон «Зори и сумерки» (англ. Dawns and dusks). Построенная как серия интервью книга является по сути автобиографией Невельсон и передаёт свойственный ей лаконичный, афористичный стиль. Одно из её высказываний: «Мои работы тонкие и хрупкие, хотя выглядят крепкими и сильными. Подлинная сила деликатна» — является ключом и к её собственному психологическому портрету.
Умерла 17 апреля 1988 года, похоронена на кладбище Acworth Cemetery города Акуэрт (англ. Acworth), штат Нью-Гэмпшир.

## Произведения
- «Небесный собор» (1957)
- «Присутствие ночи IV» (1972, Нью-Йорк, сталь)
- «Небесный вихрь — Нью-Йорк» (1978, скульптура)